# Anni 520
Gli anni 520 sono il decennio che comprende gli anni dal 520 al 529 inclusi.

## Eventi, invenzioni e scoperte

### Europa

#### Regno Franco
- 524: Morte di Clodomiro. Orléans, la parte del regno franco che aveva ottenuto dopo la morte di Clodoveo I, viene divisa tra Clotario I e Childeberto I.
- 524: Clotario I sposa Gunteuca, vedova di Clodomiro.

#### Regno Ostrogoto

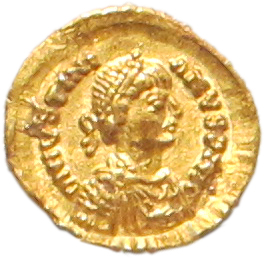
Moneta di Teodato e Atalarico

- 522: Dopo il sospettato tradimento del magister officiorum Boezio, che era stato accusato di complottare insieme all'imperatore bizantino Giustino I ai danni del regno, Teodorico inizia a vedere cospirazioni ovunque, diventando paranoico e isolando il Regno Ostrogoto dall'Impero romano d'Oriente.
- 523: Termina l'alleanza tra ostrogoti e vandali.
- 30 agosto 526: Morte di Teodorico. Atalarico diventa re degli ostrogoti, ma essendo troppo giovane per governare il potere rimane nelle mani della madre, Amalasunta, figlia di Teodorico.

#### Regno dei Burgundi
- 523: Morte di Sigismondo, fatto uccidere dal re di Orléans Clodorico. Gondomaro diventa re dei burgundi.
- 524: Gondomaro affronta Clodorico a Vézeronce e lo uccide, vendicando Sigismondo.

#### Impero romano d'Oriente

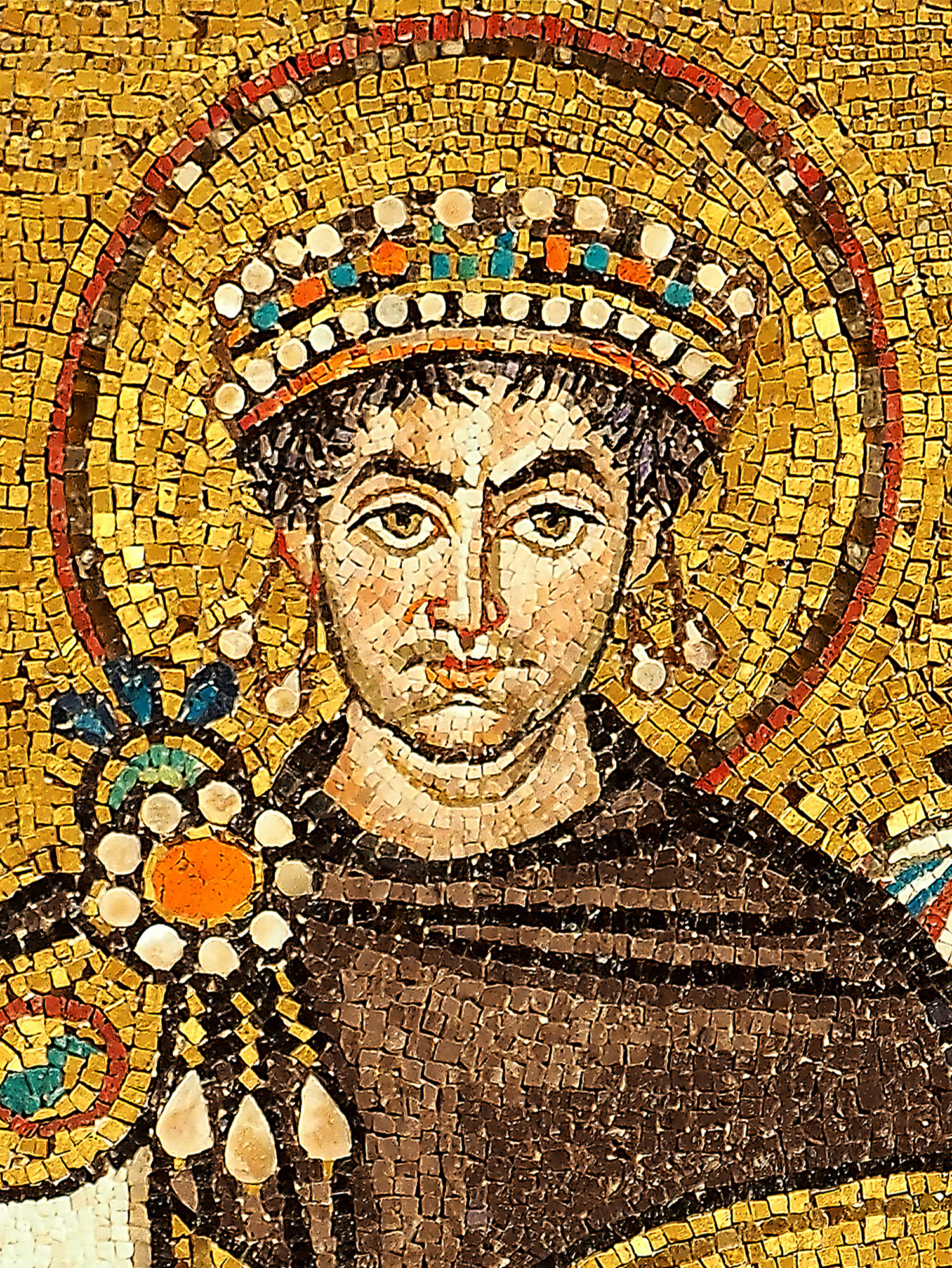
Giustiniano raffigurato su un mosaico in San Vitale a Ravenna

- 520: Vitaliano, amico di Giustino I, viene assassinato.
- 520: Giustiniano, nipote di Giustino I, viene adottato dallo zio e associato al trono.
- 522: Giustino I dichiara guerra all'arianesimo, nel tentativo di far sparire l'eresia ariana da tutta l'Europa. Questo causò diverse persecuzioni in tutto l'impero, portando il re ostrogoto Teodorico, favorevole all'arianesimo, ad interrompere i rapporti con l'Impero romano d'Oriente.
- 524: Giustiniano sposa Teodora, un'attrice teatrale con trascorsi da prostituta.

- 525: Giustino I abolisce una legge che proibiva ai membri della classe senatoria di sposare una donna di classe sociale inferiore, comprese le attrici di teatro, che all'epoca erano considerate scandalose.
- 526: Inizia la guerra iberica, che terminerà sei anni dopo con la "Pace Eterna".
- 1 agosto 527: Dopo la morte di Giustino I, il titolo di imperatore passa a Giustiniano, che sarà l'ultimo imperatore d'oriente di costumi latini.
- 528: Giustiniano pubblica il Novus Iustinianus Codex.

#### Regno dei Visigoti
- 526: Amalarico sigla un accordo con Atalarico, re degli ostrogoti e suo cugino, secondo il quale il governo visigoto si estendeva su Spagna e Settimania, mentre quello ostrogoto sulla Provenza.

### Altro

#### Religione
- 6 agosto 523: Morte di Papa Ormisda.
- 13 agosto 523: Diventa Papa Giovanni I.
- 18 maggio 526: Morte di Papa Giovanni I.
- 12 luglio 526: Diventa Papa Felice IV.

## Personaggi
- Teodorico il Grande, re d'Italia (fino al 526)
- Atalarico, re d'Italia
- Giustino I, imperatore bizantino (fino al 527)
- Giustiniano, imperatore bizantino